# 清溪山 (杨平郡)
清溪山（： Cheonggyesan）是一座位于韓國京畿道杨平郡的山峰:124，主峰標高海拔618米。

## 名称和起源
据推测，从这座山流下来的水是清澈的，因此得名清溪，但没有明确的记录。除了淸溪山之外，它又名淸鷄山或淸淸山，但这被认为是记载者的笔误。